# Франзецкий, Эдуард Фридрих Карл фон
Эдуард Фридрих Карл фон Франзецкий (нем. Eduard Friedrich Karl von Fransecky, 1807—1890) — прусский генерал от инфантерии, губернатор Берлина.

## Биография
Родился 16 ноября 1807 года в Гедерне, сын прусского кавалерийского офицера. Образование получил в Потсдамском военном училище. В 1825 году выпущен подпоручиком в 16-й пехотный полк в Дюссельдорфе.
Ещё в училище Франзецкий увлёкся военной историей и впоследствии им было опубликовано немало трудов, первый из которых «История 16-го пехотного полка» был выпущен в Мюнстере в 1834 году. Также он активно сотрудничал с немецкой военной периодической печатью, в частности его крупные статьи об освободительных кампаниях 1813 года печатались в берлинском еженедельнике «Militärwochenblatt».
В 1843 году Франзецкий был произведён в капитаны. В кампании 1848 года против Дании он сражался в Шлезвиге. С 1857 года служил в Генеральном штабе и преподавал в военной школе.
В 1860 году Франзецкий временно был зачислен на ольденбургскую службу в качестве командира Ольденбургского пехотного полка. Произведённый 21 ноября 1864 года в генерал-майоры он вскоре был назначен начальником 7-й дивизии в Магдебурге.
Во время австро-прусско-итальянской войны Франзецкий командовал 20-й дивизией и отличился в сражениях при Мюнхенгреце, Кёниггреце и Блуменау. За эту кампанию 20 сентября 1866 года он был награждён орденом «Pour le Mérite».
По окончании войны Франзецкий был назначен генерал-инспектором саксонских войск и произведён в генералы от инфантерии.
В 1870 год Франзецкий был назначен командующим 2-м армейским корпусом и во главе его принял участие в франко-прусской войне. Отличился в сражениях при Гравелоте и Вилье, при осадах Меца и Парижа. Затем он командовал 15-м армейским корпусом в Страсбурге. За эту войну Франзецкий 5 февраля 1871 года был награждён  дубовыми листьями к ордену «Pour le Mérite». Российский император Александр II 27 декабря 1870 года наградил его орденом св. Георгия 4-й степени
В воздаяние отличной храбрости и военных подвигов, оказанных во время военных действий во Франции.
В 1879 году Франзецкий был назначен губернатором Берлина. В 1882 году он по состоянию здоровья вышел в отставку. 23 ноября того же года награждён орденом Чёрного орла. Скончался 22 мая 1890 года в Висбадене.